# Psamathocrita albidella
Psamathocrita albidella är en fjärilsart som beskrevs av Hans Rebel 1903. Psamathocrita albidella ingår i släktet Psamathocrita och familjen stävmalar. Inga underarter finns listade i Catalogue of Life.